# ماگنولیا (شرکت)
ماگنولیا (انگلیسی: Magnolia) شرکت صنایع غذایی فیلیپینی است، که در سال ۱۹۸۱ توسط رامون اس. انگ تأسیس شد و هم‌اکنون زیرمجموعه‌ای از شرکت سان میگل می‌باشد.